# Mercedes-Benz SLR McLaren

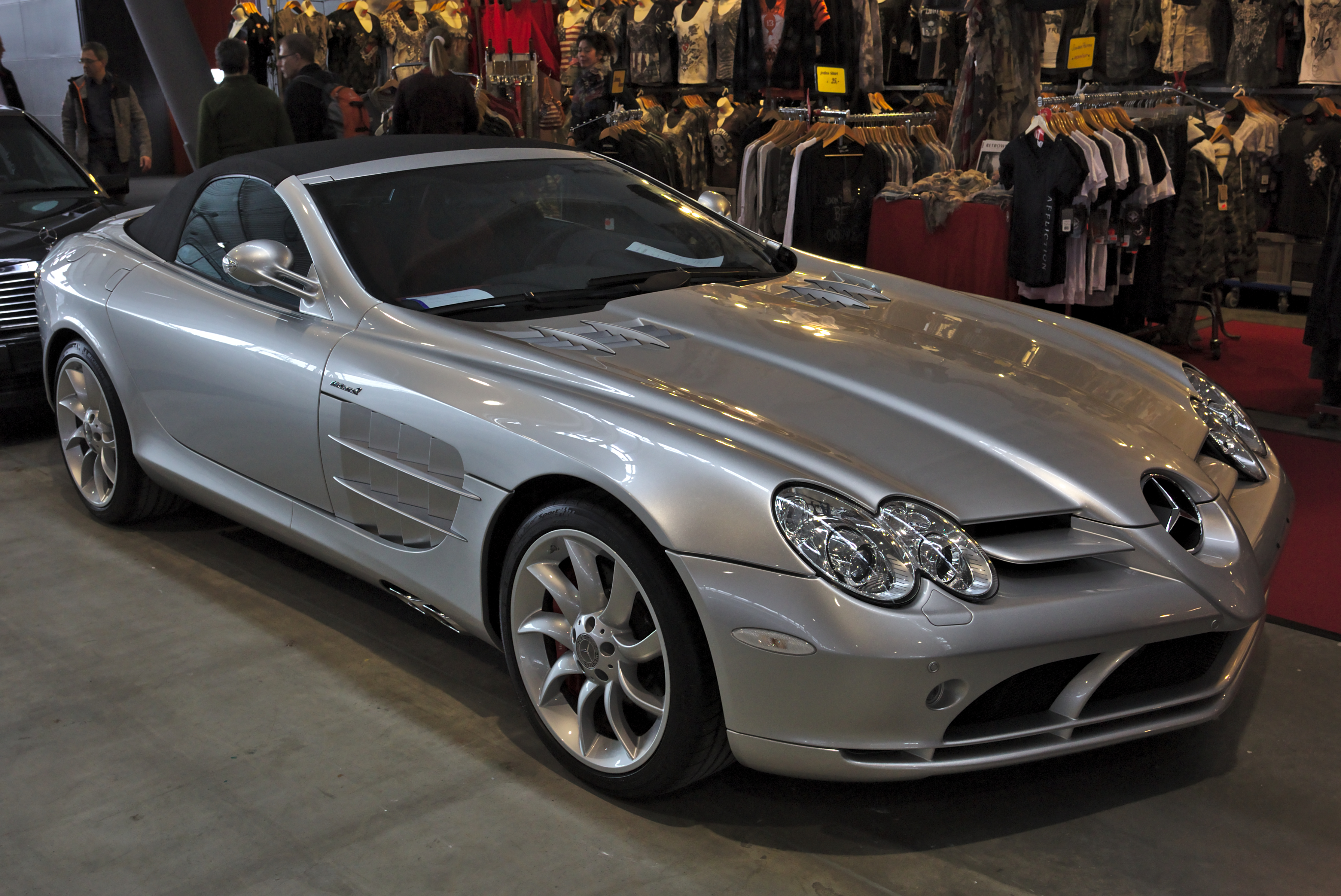
Mercedes-Benz SLR McLaren Roadster auf den Retro Classics 2018

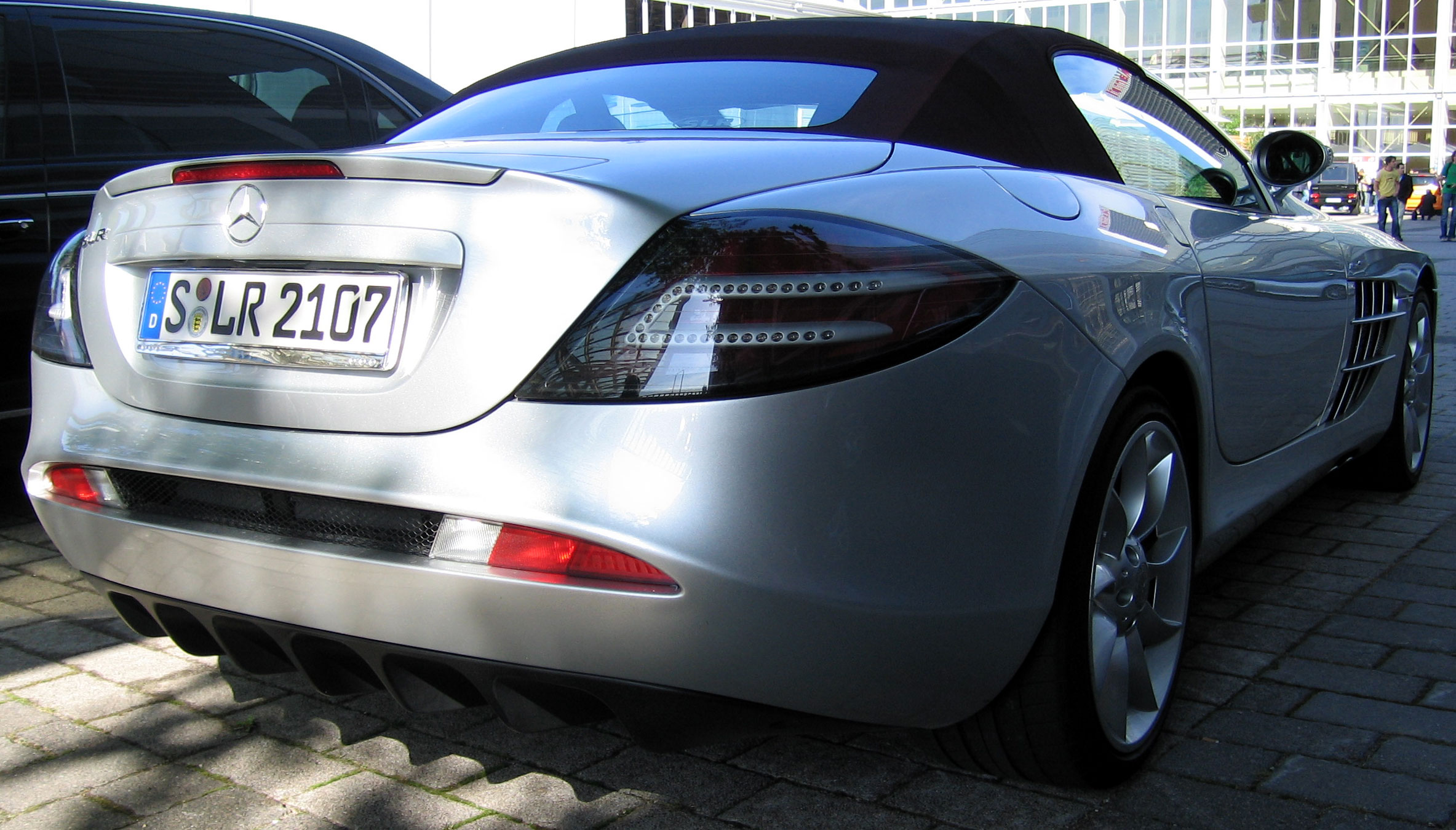
Heckansicht des Roadsters

Der Mercedes-Benz SLR McLaren (Baureihe 199) ist ein von Mercedes-Benz und McLaren entwickelter Supersportwagen. Er wurde von 2003 bis 2009 von McLaren im englischen Portsmouth (Rohbaukarosserie) sowie Woking (Montage) produziert. Dem Serienmodell voraus ging das 1999 vorgestellt Konzeptfahrzeug Vision SLR.
In Anlehnung an das Mercedes-Benz 300 SLR Uhlenhaut-Coupé der 1950er Jahre wurde der Wagen mit Schmetterlingstüren und charakteristischen Entlüftungsöffnungen an den Seiten und auf der Motorhaube ausgestattet. Die Produktion war auf 3500 Exemplare limitiert, von denen insgesamt 2157 Exemplare ausgeliefert wurden.

## Motor/Getriebe
Der SLR hat einen kompressoraufgeladenen V8-Motor mit 5,439 Liter Hubraum, der bei 6500 Umdrehungen pro Minute 460 kW (626 PS) leistet. Das maximale Drehmoment von 780 Nm erzeugt er bei 3250/min. Zur besseren Gewichtsverteilung und zugunsten eines besseren Handlings ist der Motor hinter der Vorderachse eingebaut (Front-Mittelmotor). Der Supersportwagen beschleunigt in 3,8 Sekunden von 0 auf 100 km/h und erreicht eine Höchstgeschwindigkeit von 334 km/h.
Bremsscheiben aus Carbon-Keramik verzögern das Fahrzeug ohne Fading. Die Kraft überträgt ein automatisches Fünfganggetriebe.
Der SLR hat ein Auspuffsystem mit seitlich hinter der Vorderachse angebrachten Endrohren (sogenannte Sidepipes). Dieses System musste speziell genehmigt werden, da Sidepipes in Europa normalerweise aus Sicherheitsgründen nicht zugelassen werden.
Der Motor wurde von der Mercedes-Benz-Tochter Mercedes-AMG hergestellt.
Mit einem Brabus-Tuning leistet der SLR 486 kW (661 PS) bei 6500/min. Seine Höchstgeschwindigkeit steigt auf 340 km/h und die Beschleunigung von 0 auf 100 km/h beträgt 3,6 Sekunden. Mit der Rennsport-Auspuffanlage ist die Brabus-Version jedoch in Deutschland nicht für den Straßenverkehr zugelassen.

### Technische Daten
| SLR                        | SLR                              |
| -------------------------- | -------------------------------- |
| Motor                      | Mercedes-AMG M 155 V8-Kompressor |
| Hubraum                    | 5439 cm³                         |
| Motorleistung              | 460 kW (626 PS) bei 6500/min     |
| Drehmoment                 | 780 Nm bei 3250/min              |
| Getriebe                   | Fünfgang-Automatikgetriebe       |
| Beschleunigung, 0–100 km/h | 3,8 s                            |
| Höchstgeschwindigkeit      | 334 km/h                         |

## Karosserie
Die Karosserie ist aus kohlenstofffaserverstärktem Kunststoff (CfK) hergestellt und in einigen Details einem Formel-1-Wagen nachempfunden. Sie hat einen Käfig, den sogenannten „Spider“. Das einzige Teil der Karosserie, das nicht aus CfK hergestellt wird, ist der Aluminium-Motorträger.
Der elektronisch verstellbare Heckspoiler kann bei hohen Geschwindigkeiten zusätzlichen Anpressdruck auf die Hinterachse erzeugen und auch als Luftbremse wirken.
Nach einem eventuellen Unfall muss der Wagen ins englische Woking, um dort vermessen zu werden.

## Sondermodell SLR 722

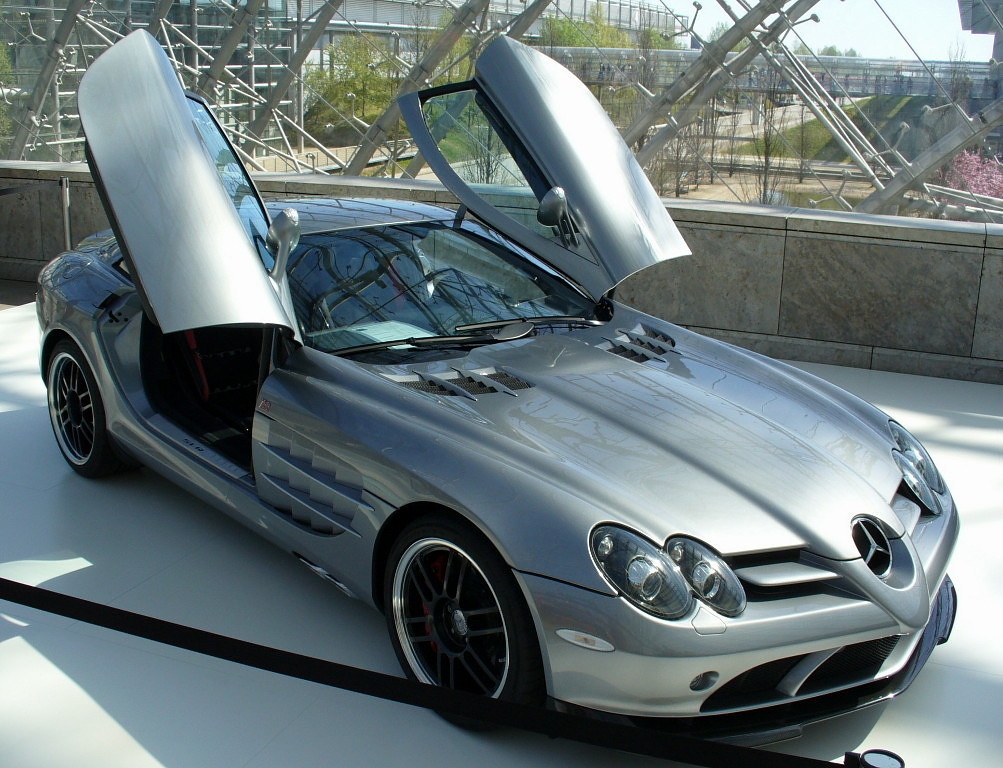
Mercedes-Benz SLR 722

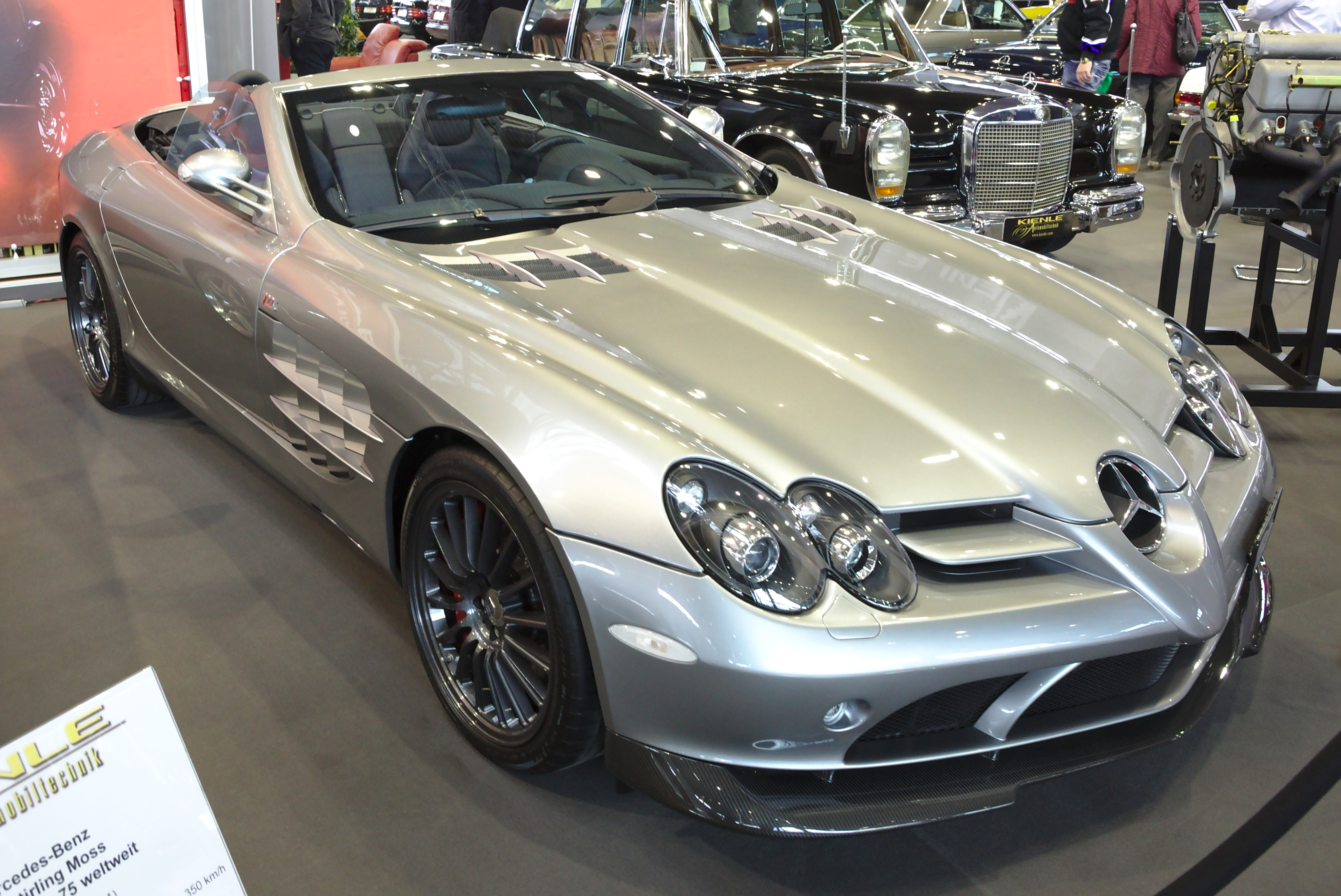
Mercedes-Benz SLR McLaren 722 Roadster auf den Retro Classics 2019

Das Sondermodell war ab dem 11. Juli 2006 verfügbar, sein Motor leistet 478 kW (650 PS) und es braucht für den Standardsprint 0,2 Sekunden weniger als der reguläre SLR. Die Höchstgeschwindigkeit liegt um drei km/h höher als bei diesem und somit bei 337 km/h. Außer dem Motor wurden noch Frontschürze, Bremsanlage (vom italienischen Hersteller Brembo mit Keramik-Bremsscheiben), Fahrwerk (inkl. Tieferlegung), 19-Zoll-Räder und Heckdiffusor modifiziert.
Der SLR 722 Edition soll an den Sieg der britischen Rennfahrerlegende Stirling Moss und seines Beifahrers Dennis Jenkinson auf dem italienischen Langstreckenklassiker Mille Miglia erinnern. Die Startnummer des 300 SLR war die 722, die nach der Startzeit um 07:22 Uhr vergeben wurde. Sie fuhren 1955 die 1000 Meilen lange Strecke in einem Mercedes-Benz 300 SLR in einer Zeit von 10 Stunden, 7 Minuten und 48 Sekunden. Das entsprach einem Schnitt von 157,65 km/h auf einer öffentlichen Straße.
Später wurde auch eine Roadster-Version des 722 aufgelegt (Roadster 722 S). Von der 722 Edition und dem Roadster 722 S wurden jeweils 150 Exemplare hergestellt.

### Technische Daten
| SLR 722                    | SLR 722                                     |
| -------------------------- | ------------------------------------------- |
| Motor                      | Mercedes-AMG M 155 V8-Kompressor            |
| Hubraum                    | 5439 cm³                                    |
| Motorleistung              | 478 kW (650 PS) bei 6500/min                |
| Drehmoment                 | 820 Nm bei 4000/min                         |
| Getriebe                   | AMG Speedshift R Fünfgang-Automatikgetriebe |
| Beschleunigung, 0–100 km/h | 3,6 s                                       |
| Beschleunigung, 0–200 km/h | 10,2 s                                      |
| Beschleunigung, 0–300 km/h | 28,0 s                                      |
| Höchstgeschwindigkeit      | 337 km/h                                    |
| Gewicht                    | 1724 kg                                     |
| Lackierung                 | Crystal Antimon Grau                        |
| Kraftstoffart              | Super Plus                                  |
| Kofferraum                 | 272 l                                       |
| Preise                     | ab 476.000 €                                |

### Veränderungen
Insgesamt wurden an dem Auto ca. 300 Teile verändert. Das bewirkte einen Leistungszuwachs von 18 kW (25 PS) und 40 Nm gegenüber dem normalen SLR. Durch leichtere Öltanks, Dämmmaterialien, ein Dämpfergehäuse aus Aluminium und Bauteilen aus CFK im Fußraum sowie an den hinteren Radkästen wurde zudem das Gewicht um 44 kg reduziert. Der Preis liegt mehr als 20.000 € über einem regulären SLR.
Das auf 150 Exemplare limitierte Fahrzeug wurde unter anderem am Fahrwerk erheblich überarbeitet. Es ist mit 19-Zoll-Leichtmetallrädern aus Aluminium ausgestattet, die den Wagen um 18 kg leichter machen. Außerdem liegt die 722 Edition 10 mm tiefer über der Straße. Das hat zur Folge, dass das Fahrwerk straffer ist, was höhere Kurvengeschwindigkeiten erlaubt. Mit der Tieferlegung wurde auch die Wankbewegung des Autos um 20 Prozent gesenkt.
Die vom italienischen Hersteller Brembo angefertigten kohlenstofffaserverstärkten Keramikbremsscheiben erlauben bessere Verzögerungswerte. Zudem sind die vorderen Bremsscheiben auf einen Durchmesser von 390 mm angewachsen. Wegen der neuen Bremskonfiguration wurde auch eine neuartige ESP-Regelung eingebaut.
Die neue, sichtbar veränderte Karosserie enthält CfK-Elemente, welche das Fahrzeug um 26 kg erleichtern. In 100 Stunden Detailarbeit im Windkanal wurde der Abtrieb erhöht und der Strömungswiderstand gesenkt. Die Frontspoilerkante, kleine Luftleitklappen vor den Hinterrädern und ein steilerer Anstellwinkel des Heckspoilers erhöhen den Abtrieb um ca. ein Drittel. Die in CfK ausgeführte klarlackierte Frontspoilerkante verbessert die Aerodynamik und verstärkt den Abtrieb der Vorderachse um 128 Prozent. Kleine aus CfK ausgeführte Radspoiler reduzieren die Luftverwirbelungen an der Hinterachse. Der Abtrieb wurde auf 122 kg verbessert. In High-Downforce-Stellung der sogenannten Airbrake bei 35° erhöht sich der Gesamtabtrieb um weitere 50 kg. Das Ergebnis ist ein noch präziseres Fahrverhalten und Einlenken bei hohen Geschwindigkeiten.
Außerdem gibt es bei der 722 Edition individuell vorwählbare Getriebeprogramme wie M (Manuell), S (Sport) und C (Comfort). Neue Schaltpaddel hinter dem Lenkrad beschleunigen den Gangwechsel.
Im Innenraum sind die Sportschalensitze jetzt mit Semi-Anilinleder überzogen. Dieses Leder tritt auch weiterhin in Kombination mit Alcantara auf. Auch auffällig ist das griffgünstige Rennsportlenkrad mit den Schaltpaddeln, sowie schwarze CfK-Applikationen, die das Flair von Motorsport vermitteln sollen.
Vorgestellt wird die 722 Edition nur ausgewählten Gästen auf der Rennstrecke im südfranzösischen Le Castellet. Ursache dafür ist der neu gegründete, weltweite SLR Club, der gut betuchten Kunden viele Events und spezielle Fahrtrainings anbietet. Unter den Instruktoren sind unter anderen die ehemaligen Formel-1-Fahrer David Coulthard und Jochen Mass sowie die Seat-Leon-Supercopa-Fahrerin und DTM-Moderatorin Christina Surer.

### SLR 722 GT

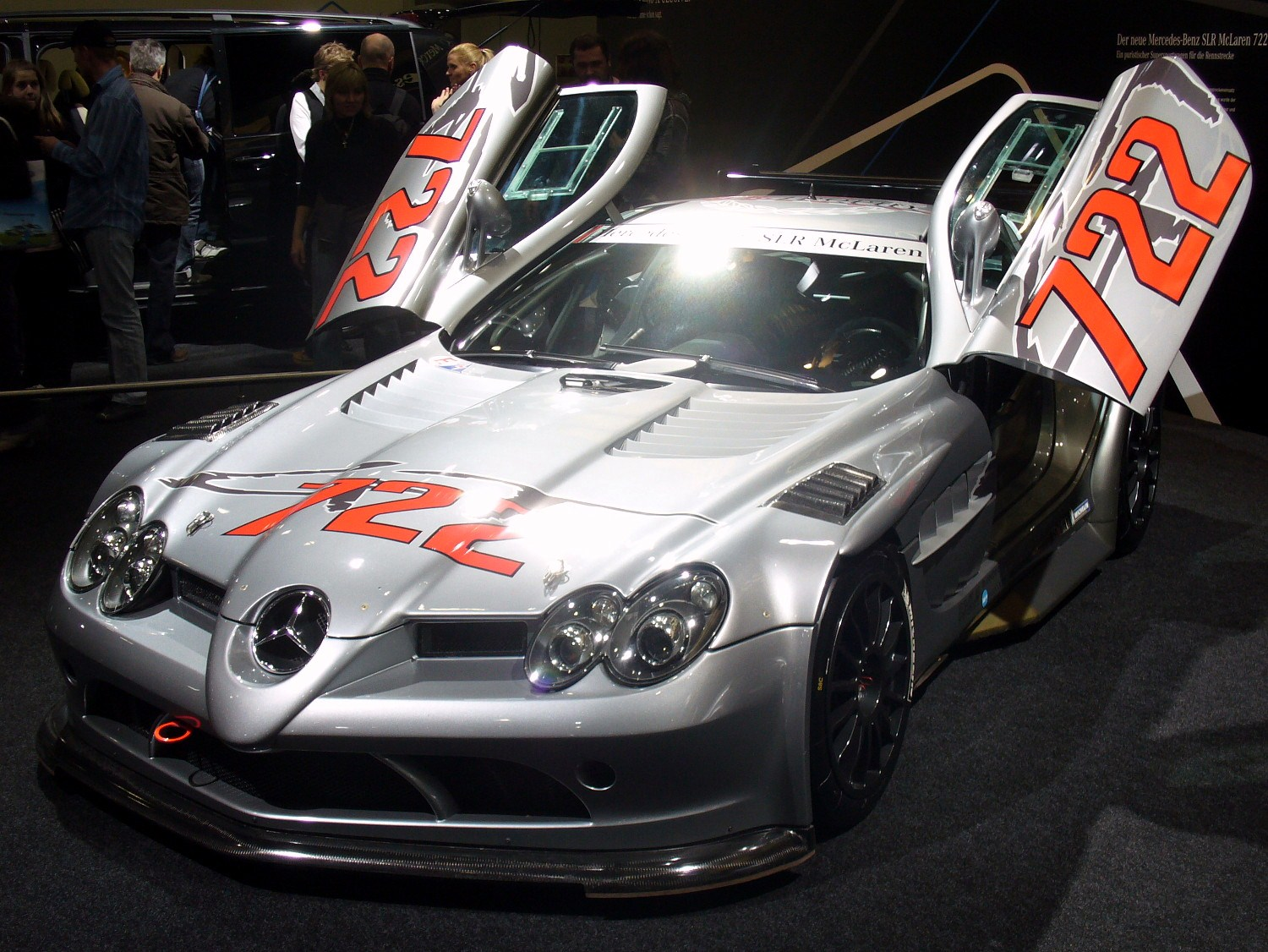
Mercedes-Benz SLR 722 GT

Im Herbst 2007 wurde der SLR 722 GT präsentiert. Es handelt sich dabei um eine auf 21 Stück limitierte Rennversion des normalen 722, die bei der britischen Rennsportfirma RML Group gebaut wird. Eingesetzt wird der 722 GT in der SLR Club Trophy, einem Teil der SLR Club Experience. Es wurden nochmals mehr als 400 Teile überarbeitet.
Technische Daten
| SLR 722 GT                 | SLR 722 GT                       |
| -------------------------- | -------------------------------- |
| Motor                      | Mercedes-AMG M 155 V8-Kompressor |
| Hubraum                    | 5439 cm³                         |
| Motorleistung              | 500 kW (680 PS)                  |
| Drehmoment                 | 830 Nm                           |
| Beschleunigung, 0–100 km/h | 3,0 s                            |
| Höchstgeschwindigkeit      | 337 km/h                         |
| Gewicht                    | 1390 kg                          |
| Leistungsgewicht           | 2,0 kg/PS                        |

## SLR Stirling Moss (Z 199)

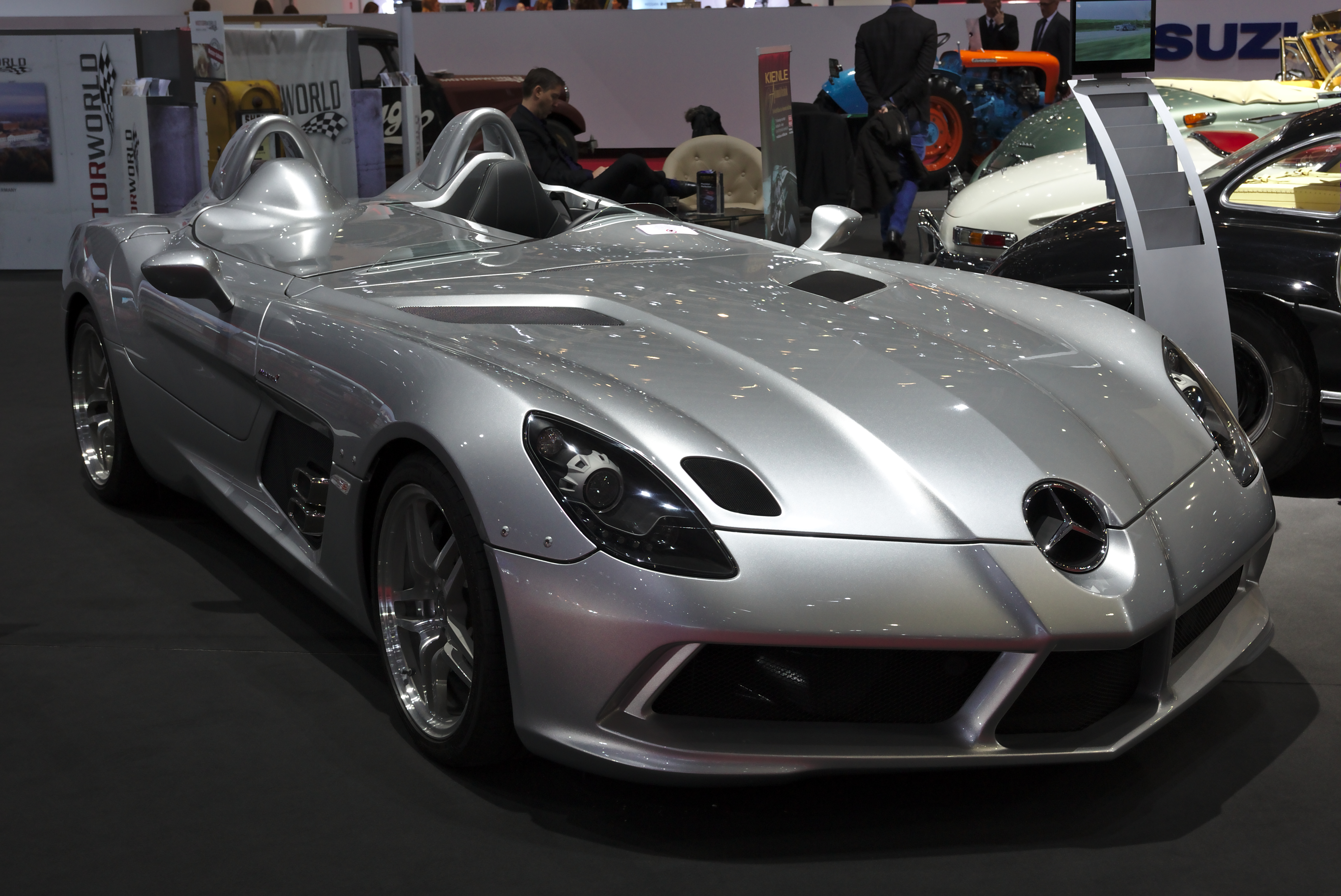
Mercedes-Benz SLR Stirling Moss auf dem Genfer Auto-Salon 2019

Als letzte Variante des SLR wurde 2009 der SLR Stirling Moss angeboten. Dieser hat weder ein Dach (auch kein Notdach) noch eine Windschutzscheibe. Lediglich eine Abdeckung für die Beifahrerseite wurde mitgeliefert. Das Design ist in Anlehnung an den 300 SLR von 1955 entstanden. Der Motor ist identisch zu dem aus der 722 Edition. 75 Exemplare wurden produziert.

## Zulassungszahlen
Zwischen 2003 und 2013 sind in Deutschland insgesamt 437 SLR neu zugelassen worden. Mit 78 Einheiten war 2005 das erfolgreichste Verkaufsjahr.
|  |

|  |

|  |

|  |

|  |

|  |

|  |

|  |

|  |

|  |

|  |

|  |

|  |

|  |

|  |

|  |

|  |

|  |

|  |

|  |

|  |

|  |

|  |

|  |

|  |

|  |

|  |

|  |

|  |

|  |

|  |

|  |

|  |

|  |

|  |

|  |

|  |

|  |

|  |

|  |

|  |

|  |

|  |

|  |

|  |

|  |

|  |

|  |

|  |

|  |

|  |

|  |

|  |

|  |

|  |

|  |

|  |

|  |

|  |

|  |

|  |

|  |

|  |

|  |

|  |

|  |

|  |

|  |

|  |

|  |

|  |

|  |

|  |

|  |

|  |

|  |

|  |

|  |

|  |

|  |

|  |

|  |

|  |

|  |

|  |

|  |

|  |

|  |

|  |

|  |

|  |

|  |

|  |

|  |

|  |

|  |

|  |

|  |

|  |

|  |

|  |

|  |

|  |

|  |

|  |

|  |

|  |

|  |

|  |

|  |

|  |

|  |

|  |

|  |

|  |

|  |

|  |

|  |

|  |

|  |

|  |

|  |

|  |

|  |

|  |

|  |

|  |

|  |

|  |

|  |

|  |

|  |

|  |

|  |

|  |

|  |

|  |

|  |

|  |

|  |

|  |

|  |

|  |

|  |

|  |

|  |

|  |

|  |

|  |

|  |

|  |

|  |

|  |

|  |

|  |

|  |

|  |

|  |

|  |

|  |

|  |

|  |

|  |

|  |

|  |

|  |

|  |

|  |

|  |

|  |

|  |

|  |

|  |

|  |

|  |

|  |

|  | Benziner (437) |

|  | Benziner (437) |